# Alice Hoffman

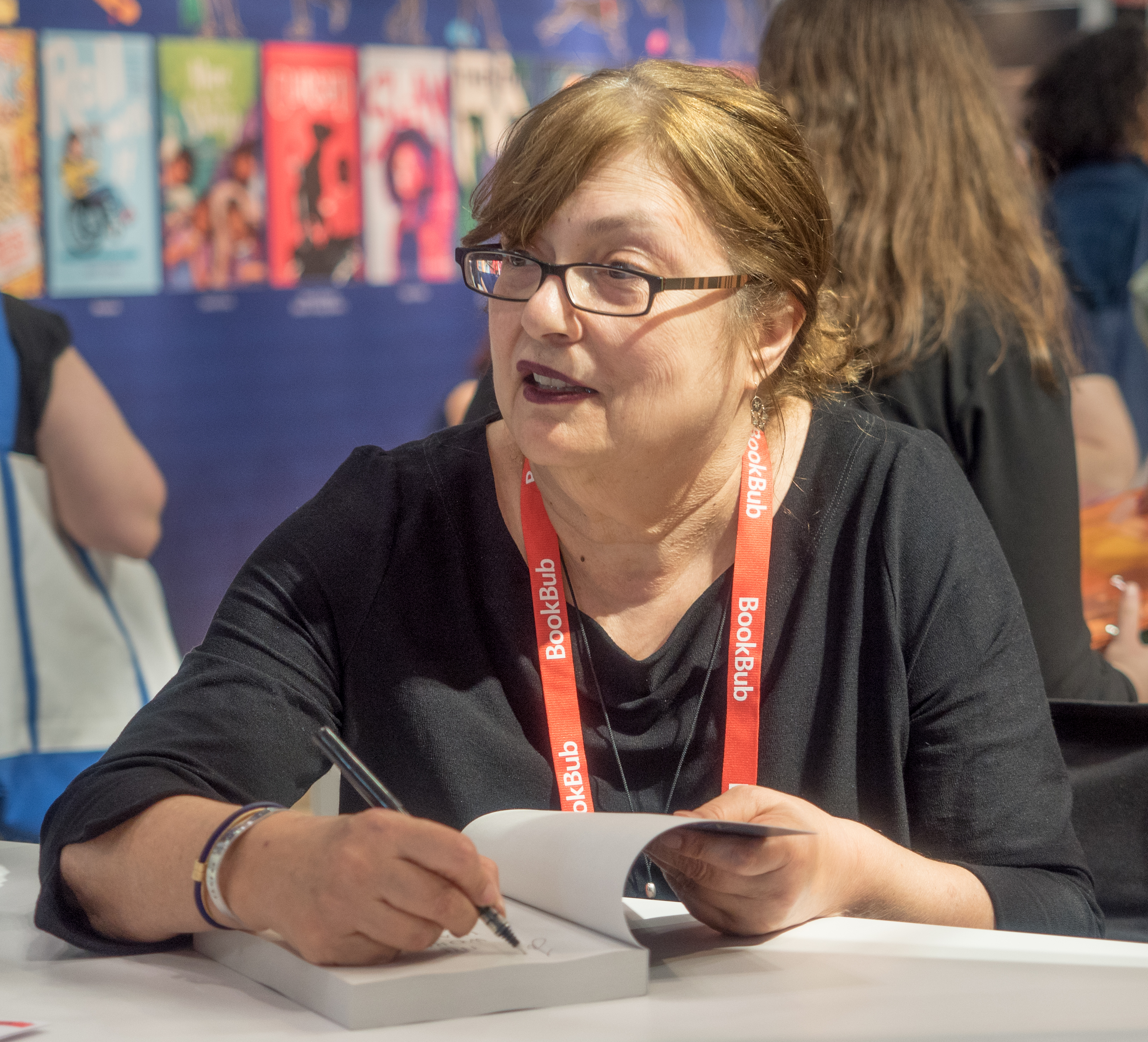
Alice Hoffman

Alice Hoffman född 16 mars 1952 i New York, är en amerikansk författare.
Hoffman debuterade 1977 med Property of.
Filmen Magiska systrar baseras på hennes roman Practical magic, 1995 (Flickorna Owens, 1995) och filmen Aquamarine baseras på hennes roman med samma namn som gavs ut 2001.